# Rafał Kijańczuk
Rafał Kijańczuk (ur. 29 października 1992 w Chełmie) – polski zawodnik mieszanych sztuk walki (MMA). Były pretendent do pasa mistrzowskiego rosyjskiej organizacji M-1 Global w wadze półciężkiej. Walczył także dla takich federacji jak m.in. TFL, MCF, FEN czy AFN. Aktualnie pojedynki toczy dla KSW, w której zajmuje 8 miejsce w oficjalnym rankingu wagi półciężkiej.

## Życiorys
Kijańczuk sporty walki zaczynał od karate, na które uczęszczał w szkole średniej. Następnie trenował boks, do którego później dodał treningi brazylijskiego jiu-jitsu. W tamtym momencie całość jednak traktował wówczas jeszcze rekreacyjnie. Na wejście do świata mieszanych sztuk walki jego czas przyszedł dopiero, gdy ten był na studiach. Wcześniej jednak Kijańczuk trenował także sambo, w którym zdobył tytuł mistrza Polski w wieku 21 lat. Ostatecznie przeszedł na MMA, rozpoczynając od amatorskich walk.

## Kariera MMA

### Wczesna kariera
Przed zawodową karierą stoczył 20 amatorskich walk, z których to wygrał aż 19-krotnie. Pojedynki amatorski toczył przeważnie na galach Amatorskiej Ligi MMA.
Zawodowy odnotował 10 lutego 2018 roku podczas gali DKW Fight Night 1: Dziki Wschód w rodzinnym Chełmie. Kijańczuk już w pierwszej rundzie pokonał przez TKO Ireneusza Strawę. Walka trwała tylko 12 sekund.

### FEN
Po pierwszej porażce w karierze, której doznał z Chadisem Ibragimowem podpisał kontrakt z organizacją Fight Exclusive Night. Zadebiutował w niej 15 czerwca 2019 roku na gali FEN 25: Ostróda Fight Night, przegrywając już w pierwszej rundzie z Adamem Kowalskim.
Na zwycięską ścieżkę powrócił w starciu z Marcinem Zontkiem, którego szybko pokonał przez TKO na FEN 28: Lotos Fight Night.
Następnie przegrał dwie walki w FEN, m.in. z Marcinem Wójcikiem i Marcinem Filipczakiem, po czym zakończył swoją przygodę z tą organizacją z rekordem 1-3.

### AFC i MCF
8 maja 2021 na gali Armia Fight Night: Special Edition stoczył walkę z Chorwatem, Vlado Neferanovićem. Kijańczuk zdominował rywala w parterze i ostatecznie zwyciężył jednogłośną decyzją sędziów.
Ponad siedem miesięcy później na Madness Cage Fighting 7: Ertons Fight Night technicznie znokautował w pierwszej rundzie Greka, Felixa Polianidisa.

### KSW
15 lutego 2022 ogłosił, że podpisał kontrakt z najlepszą polską federacją Konfrontacją Sztuk Walki (KSW). Jakiś czas później ogłoszono, że zawalczy 19 marca podczas KSW 68 w Radomiu z Francuzem, Yannem Kouadją. Walka zakończyła się przez TKO w pierwszej rundzie na korzyść popularnego Kijany, który najpierw trafił mocnym kolanem Francuza, po którym ten padł, a następnie ubił rywala ciosami w parterze.
14 kwietnia 2022 federacja KSW za pomocą mediów społecznościowych poinformowała fanów o kolejnej walce Kijańczuka. Podczas gali KSW 70 spotkał się w oktagonie z Chorwatem, Ivanem Erslanem. Walka zakończyła się już w pierwszej odsłonie, po tym jak Erslan naruszył sierpem popularnego Kijane w stójce, a później dobił go ciosami.
Podczas gali XTB KSW 78, która odbyła się 21 stycznia 2023 w Szczecinie, zmierzył z pochodzącym z Grecji, a obecnym reprezentantem Niemiec, Marcem Doussisem. Zwyciężył przez techniczny nokaut, po nieco ponad dwóch minutach rundy pierwszej, rozbijając rywala ciosami w parterowej pozycji.
13 maja 2023 na gali KSW 82: Hooi vs Grzebyk w warszawskim Studiu ATM stoczył walkę z niepokonanym Ukraińcem, Bohdanem Hnidko. Przegrał przez poddanie, kiedy to w pierwszej rundzie odklepał technikę kończącą.
9 sierpnia 2023 federacja KSW ogłosiła, że Kijańczuk zastąpi kontuzjowanego Francuza, Oumara Sy w starciu z Brazylijczykiem, Kleberem Raimundo Silvą. 19 sierpnia 2023 w Nowym Sączu podczas gali XTB KSW 85: Parnasse vs. Ruchała został znokautowany w pierwszej odsłonie przez rywala mocnym kolanem pod siatką.
Oczekiwano, że po 14 miesiącach powróci do klatki KSW, gdzie podczas gali KSW 99 w czeskiej Ostrawie miał stoczyć walkę z Vojtechech Garbą. 1 października 2024 ogłoszono, że wypadł z walki z powodu kontuzji, a na jego miejsce wejdzie Maciej Różański.

## Walka w boksie na gołe pięści

### Genesis
23 października 2020 stoczył swój pierwszy debiutancki pojedynek w formule boksu na gołe pięści, z możliwością używania uderzeń łokciami, podczas pierwszej gali nowo powstałej organizacji Genesis. Pojedynek zwyciężył niejednogłośną decyzją z Marcinem Wasilewskim.

## Osiągnięcia

### Mieszane sztuki walki
- 2014-2015: Wielokrotny zwycięzca turniejów ALMMA[30][31]
- 2018: Herakles w kategorii Odkrycie Roku[32]

### Sambo
- 2015: Mistrz Polski Sambo Combat w kat. 100kg[33]

## Lista zawodowych walk w MMA
| Wynik     | Bilans | Przeciwnik (bilans przed walką)     | Rozstrzygnięcie                             | Runda | Czas | Rozgrywki                                   | Data       | Miejsce        | Uwagi                                                                                        |
| --------- | ------ | ----------------------------------- | ------------------------------------------- | ----- | ---- | ------------------------------------------- | ---------- | -------------- | -------------------------------------------------------------------------------------------- |
| Przegrana | 12-7   | Kleber Raimundo Silva (21-11. 1 NC) | KO (kolano)                                 | 1     | 4:39 | XTB KSW 85: Parnasse vs. Ruchała            | 19.08.2023 | Nowy Sącz      | Limit umowny -95 kg.                                                                         |
| Przegrana | 12-6   | Bohdan Hnidko (9-0)                 | Poddanie (dźwignia prosta na staw łokciowy) | 1     | 1:39 | KSW 82: Hooi vs Grzebyk                     | 13.05.2023 | Warszawa       | Hnidko zostały odjęte 2 punkty przez nielegalne uderzenie kolanem w parterze. Co-Main Event. |
| Wygrana   | 12-5   | Marc Doussis (8-1. 1 NC)            | TKO (ciosy pięściami w parterze)            | 1     | 2:03 | XTB KSW 78: Materla vs. Grove 2             | 21.01.2023 | Szczecin       |                                                                                              |
| Przegrana | 11-5   | Ivan Erslan (11-1. 1 NC)            | TKO (ciosy pięściami)                       | 1     | 3:13 | KSW 70: Pudzian vs. Materla                 | 28.05.2022 | Łódź           |                                                                                              |
| Wygrana   | 11-4   | Yann Kouadja (8-4)                  | TKO (kolano i ciosy pięściami w parterze)   | 1     | 2:03 | KSW 68: Parnasse vs. Rutkowski              | 19.03.2022 | Radom          | Debiut w KSW.                                                                                |
| Wygrana   | 10-4   | Felix Polianidis (6-5)              | TKO (ciosy pięściami)                       | 1     | 0:19 | Madness Cage Fighting 7: Ertons Fight Night | 18.12.2021 | Lubartów       | Co-Main Event.                                                                               |
| Wygrana   | 9-4    | Vlado Neferanović (6-5)             | Decyzja (jednogłośna)                       | 3     | 5:00 | Armia Fight Night: Special Edition          | 08.05.2021 | Łódź           | Debiut w AFN.                                                                                |
| Przegrana | 8-4    | Marcin Filipczak (4-1)              | Techniczne poddanie (duszenie gilotynowe)   | 1     | 1:57 | FEN 33: Lotos Fight Night Warszawa          | 27.03.2021 | Warszawa       |                                                                                              |
| Przegrana | 8-3    | Marcin Wójcik (12-7)                | TKO (ciosy pięściami w parterze)            | 2     | 3:10 | FEN 28: Lotos Fight Night                   | 13.06.2020 | Nieporaz       | Eliminator do walki o pas mistrzowski FEN w wadze półciężkiej.                               |
| Wygrana   | 8-2    | Marcin Zontek (17-12. 2 NC)         | TKO (ciosy pięściami w parterze)            | 1     | 0:52 | FEN 26: The Greatness                       | 12.10.2019 | Wrocław        |                                                                                              |
| Przegrana | 7-2    | Adam Kowalski (10-5-1)              | Poddanie (duszenie zza pleców)              | 1     | 2:37 | FEN 25: Ostróda Fight Night                 | 15.06.2019 | Ostróda        | Debiut w FEN.                                                                                |
| Przegrana | 7-1    | Chadis Ibragimow (7-0)              | TKO (ciosy pięściami)                       | 1     | 2:30 | M-1 Challenge 101                           | 30.03.2019 | Ałmaty         | Pojedynek o pas mistrza M-1 Global w wadze półciężkiej.                                      |
| Wygrana   | 7-0    | Giga Kuchalaszwili (12-4)           | TKO (ciosy pięściami)                       | 1     | 2:42 | M-1 Challenge 100: Battle in Atyrau         | 15.12.2018 | Atyrau         |                                                                                              |
| Wygrana   | 6-0    | Aleksandr Bojko (17-18)             | TKO (ciosy pięściami)                       | 1     | 0:17 | Madness Cage Fighting 4: Champions          | 02.11.2018 | Puławy         |                                                                                              |
| Wygrana   | 5-0    | Charles Andrade (34-41)             | TKO (ciosy pięściami)                       | 3     | ?    | Fight Night West 4                          | 28.09.2018 | Karlowe Wary   |                                                                                              |
| Wygrana   | 4-0    | Ibrahim Sagow (5-1)                 | TKO (kontuzja nogi)                         | 1     | 5:00 | M-1 Challenge 96: Mikutsa vs. Ibragimov     | 25.08.2018 | St. Petersburg |                                                                                              |
| Wygrana   | 3-0    | Matt Clempner (3-0)                 | TKO (ciosy pięściami)                       | 1     | 0:15 | M-1 Challenge 91                            | 12.05.2018 | Shenzhen       | Debiut w M-1 Global.                                                                         |
| Wygrana   | 2-0    | Jonathan Casariego (3-2)            | TKO (ciosy pięściami)                       | 1     | 0:19 | TFL 13: Noxy Night                          | 23.03.2018 | Lublin         |                                                                                              |
| Wygrana   | 1-0    | Ireneusz Strawa (0-2)               | TKO (ciosy pięściami)                       | 1     | 0:12 | DKW Fight Night 1: Dziki Wschód             | 10.02.2018 | Chełm          | Main Event.                                                                                  |

## Lista walk w boksie na gołe pięści
| Wynik   | Bilans | Przeciwnik (bilans przed walką) | Rozstrzygnięcie          | Runda | Czas | Rozgrywki                    | Data       | Miejsce | Uwagi                   |
| ------- | ------ | ------------------------------- | ------------------------ | ----- | ---- | ---------------------------- | ---------- | ------- | ----------------------- |
| Wygrana | 1-0    | Marcin Wasilewski (0-0)         | Decyzja (niejednogłośna) | 3     | 3:00 | Genesis 1: Róźal vs. Barnett | 23.10.2020 | Łódź    | Walka w wadze ciężkiej. |